# آلکسرو د ملا
آلکسرو د ملا (به اسپانیایی: Alcocero de Mola) یک شهرستان در اسپانیا است.